# Probole persinuaria
Probole persinuaria är en fjärilsart som beskrevs av Achille Guenée 1860. Probole persinuaria ingår i släktet Probole och familjen mätare. Inga underarter finns listade i Catalogue of Life.